# La Crau
La Crau là một xã thuộc tỉnh Var trong vùng Provence-Alpes-Côte d’Azur, Pháp. Xã này có diện tích 37,87 km², dân số năm 2006 là 15.798 người. Xã này nằm ở khu vực có độ cao trung bình 36 mét trên mực nước biển.

## Biến động dân số
| Năm | 1962 | 1968 | 1975 | 1982 | 1990   | 1999   | 2006   |
| --- | ---- | ---- | ---- | ---- | ------ | ------ | ------ |
| Dân số | 4802 | 5308 | 5772 | 8877 | 11 257 | 14 509 | 15 798 |
| From the year 1962 on: No double counting—residents of multiple communes (e.g. students and military personnel) are counted only once. |      |      |      |      |        |        |        |